# Thad Jones
Thaddeus Joseph Jones (Pontiac, 28 maart 1923 - Kopenhagen, 20 augustus 1986) was een Amerikaanse jazzmuzikant (trompet, kornet, bugel), arrangeur, componist en orkestleider.

## Carrière
Jones werd geboren als een van tien kinderen in een muzikale familie. Terwijl zijn vader zong in een koor, lukte het zijn oudere broer Hank om als pianist en zijn jongere broer Elvin als drummer bekendheid te verkrijgen. Thad zelf leerde autodidactisch het spel op de trompet. Hij trad op 16-jarige leeftijd professioneel op met Hank Jones en Sonny Stitt. Tussen 1943 en 1946, tijdens de Tweede Wereldoorlog, speelde hij in verschillende bands van het Amerikaanse leger, waarna hij spoedig weer terugkeerde naar zijn geboorteplaats. Van 1950 tot 1953 was hij samen met zijn broer Elvin lid van het kwintet van Billy Mitchell in Detroit, waarmee hij speelde in de Blue Bird Inn. Hij speelde enkele opnamen met Charles Mingus, op wiens label Debut Records ook Jones eerste album The Fabulous Thad Jones onder zijn eigen naam ontstond. Van 1954 tot 1963 was hij lid van het orkest van Count Basie, waarvoor hij ook arrangeerde. Eind jaren 1950 werkte hij ook als arrangeur voor Harry James. In 1963 werkte hij mee aan het album The Individualism of Gil Evans.
Daarna werkte hij onder andere met Pepper Adams en formeerde hij in 1965 met Mel Lewis het Thad Jones/Mel Lewis Orchestra, dat in de volgende dertien jaar een grondvest was voor het Amerikaanse jazzcircuit. De band trad op met muzikanten als de trompettisten Bill Berry, Danny Stiles, Richard Williams, Marvin Stamm, Snooky Young en Jon Faddis, de trombonisten Bob Brookmeyer, Jimmy Knepper, Quentin Jackson en Benny Powell, de saxofonisten Jerome Richardson, Jerry Dodgion, Eddie Daniels, Joe Farrell, Pepper Adams en Billy Harper, de pianisten Hank Jones en Roland Hanna en de bassisten Richard Davis en George Mraz.
Begin 1978 verhuisde hij naar Kopenhagen, waar hij in maart optrad met de Danmarks Radios Big Band in de jazzclub Montmartre en daarbij met Deense muzikanten als Jesper Thilo en Allan Botschinsky onder andere zijn composities Tip Toe en A Good Time Was Had by All opnam. Verder componeerde Jones voor de radio big band en onderrichtte hij jazz aan het Koninklijk Deens Conservatorium. In 1984 formeerde hij de band Eclipse. Eind 1984 kreeg hij de leiding over het orkest van Count Basie, dat hij echter wegens zijn slechte gezondheidstoestand moest opgeven.
Jones telde als uitstekend trompettist en improvisator. In latere jaren onderscheidde hij zich ook als componist. Het bekendste werd zijn compositie en jazzstandard A Child is Born uit 1969. Er deden ook geruchten de ronde, dat de compositie afkomstig was van zijn pianist Roland Hanna.

## Overlijden
Thad Jones overleed in augustus 1986 op 63-jarige leeftijd.

## Discografie
Opnamen onder eigen naam
- 1954: The Fabulous Thad Jones (Debut Records/Original Jazz Classics) met Frank Wess, John Dennis, Hank Jones, Charles Mingus, Kenny Clarke, Max Roach
- 1957: After Hours (Prestige Records/OJC) met Frank Wess, Kenny Burrell, Mal Waldron, Paul Chambers, Art Taylor
- 1957: Mad Thad (Period)  met Henry Coker, Frank Foster, Tommy Flanagan, Jimmy Jones, Doug Watkins, Elvin Jones
- 1966: Mean What You Say (Milestone Records/OJC) met het Pepper Adams Quintet, (Duke Pearson, Ron Carter, Mel Lewis)
- 1975-1977: Greetings and Salutations (Town Crier) met Jon Faddis, Lennart Åberg, Arne Domnérus, Bengt Hallberg, Georg Riedel, Rune Gustafsson
- 1978: Thad Jones and the Danish Radio Big Band: Live At The Montmartre – A Good Time Was Had By Allandere titel: Live At Montmartre, Copenhagen (Storyville) met Idrees Sulieman, Allan Botschinsky, Jesper Thilo, NHOP.
- 1979: Eclipse (Metronome)met Tim Hagans, Sahib Shihab, Horace Parlan, Jesper Lundgaard

Opnamen met het Thad Jones/Mel Lewis Orchestra
- 1966: All My Yesterdays: The Debut 1966 Recordings at the Village Vanguard (ed. 2016)
- 1969: Basle 1969 (TCB Records)
- 1966-1970: Complete Solid State Recordings of the Thad Jones/Mel Lewis Orchestra (Mosaic, 5-cd-set)
- 1969/1979: Thad Jones/Mel Lewis (LRC)
- 1970: Consummation (Blue Note Records)
- 1970: Village Vanguard Live Sessions (LRC)

- Bibsys: 98053181
- Biblioteca Nacional de España: XX1572529
- Bibliothèque nationale de France: cb138957468 (data)
- CiNii: DA13043265
- Gemeinsame Normdatei: 133125777
- International Standard Name Identifier: 0000 0001 0928 9144
- Library of Congress Control Number: n83043758
- Nationale Bibliotheek van Letland: 000080259
- MusicBrainz: 2676ce19-1319-48af-93dd-1b6313c126ca
- Nationale Bibliotheek van Tsjechië: ola2002157330
- Nationale bibliotheek van Australië: 35282596
- Nationale Bibliotheek van Israël: 987007349393305171
- Nationale en Universitaire bibliotheek Zagreb: 000226712
- Nederlandse Thesaurus van Auteursnamen: 073236306
- Istituto Centrale per il Catalogo Unico: MODV149487
- LIBRIS: 223612
- SNAC: w6gf112b
- Système universitaire de documentation: 086950002
- Trove: 896370
- Virtual International Authority File: 100314084
- WorldCat: E39PBJgHgYxQCCTb3KhM8tXw4q